# Хай Панвор
„Хай Панвор“ е (на български: Арменски работник) е вестник в България на арменски език.
Вестникът е орган на арменски професионални работници в България. Заложено е да излиза на всяко 15-о и 30-о число от месеца, но е издаден само един брой на 15 декември 1932 г. и той е конфискуван още в печатница „Рахвира“. Спасени са само 200 броя, които са продадени в Пловдив. Отговорен редактор е М. Карагйозян. Вестникът е за професионална защита на работниците.